# Erwin Niermann
Erwin Niermann (* 23. Juni 1929 in Hagen (Westfalen); † 8. Juni 2004 in Ahrenshoop) war ein deutscher Verwaltungsbeamter und Kommunalpolitiker der SPD.
In den Jahren 1972 bis 1991 war er Stadtdirektor der Stadt Minden.

## Biographie
Erwin Niermann war nach seiner Dissertation an der Westfälischen Wilhelms-Universität in Münster seit 1961 promovierter Verwaltungsjurist. Im Jahr 1972 wurde der Sozialdemokrat vom Rat der Stadt Minden zum Stadtdirektor gewählt.
Zu Beginn seiner Amtszeit hatte Niermann in Minden die Ergebnisse der kommunalen Neugliederung von 1973 zu vollziehen. Während seiner Amtszeit wurde die  Stadtsanierung und Umgestaltung der Mindener Innenstadt fortgesetzt und abgeschlossen. Er verwirklichte das Projekt „Bildungszentrum Weingarten“, bei dem auf einem ehemaligen Teil des Fabrikgeländes der Strothmann Brennerei im Jahr 1985 eine moderne Bildungseinrichtung für die Volkshochschule und die Mindener Stadtbibliothek entstand. Auch der grundlegende Umbau der Mindener Schullandschaft in den 1980er Jahren mit der Gründung einer Gesamtschule und Verschmelzung zweier Gymnasien fiel in seine Amtszeit. Nach deren Ablauf schied Niermann am 31. Dezember 1991 aus der Mindener Stadtverwaltung aus.
Von 1992 bis 1997 war er als Rechtsanwalt in der Kanzlei Dr. Eick und Partner in Dresden tätig. In den Jahren nach der deutschen Wiedervereinigung fungierte er als anwaltlicher Berater zahlreicher ostdeutscher Kommunen.
Im Jahr 1997 berief ihn die Gesellschafterversammlung der neu gegründeten Minden Marketing Gesellschaft zum Geschäftsführer, in diesem Amt verblieb Niermann bis zum Jahr 2000. Am  8. Juni 2004 starb er in Ahrenshoop.
Erwin Niermann war verheiratet, sein Sohn Ralf Niermann (SPD) war von 2007 bis 2020 Landrat des Kreises Minden-Lübbecke.

## Schriften
- Die Errichtung selbständiger Bundesoberbehörden und ihr Verhältnis zu Landesbehörden nach Art. 87 Abs. 3 Satz 1 des Grundgesetzes. Dissertation an der Rechts- und Staatswissenschaftlichen Fakultät der Westfälischen Wilhelms-Universität Münster. Kramer Verlag, 1961.
- Die Stadterneuerung in Minden 1970–1979. In: Stadt Minden (Hrsg.): Minden – Zeugen und Zeugnisse seiner städtebaulichen Entwicklung. Minden 1979.
- Die Stadt Minden. Zentrum mit vielfältigen Funktionen. In: Ostwestfälische Wirtschaft 42 (1987) 4. S. 11–12.
- mit anderen 1993: Leitfaden für freiwillige Gemeindezusammenarbeit. Gemeindezusammenschlüsse im Freistaat Sachsen. Eine Handreichung für Städte und Gemeinden. In: Sächsischer Städte- und Gemeindetag. Dresden, 1993.